# Sersale
Sersale ist eine Gemeinde mit 4196 Einwohnern (Stand 31. Dezember 2023) in der italienischen Provinz Catanzaro, Region Kalabrien.
Das Gebiet der Gemeinde liegt auf einer Höhe von 740 m über dem Meeresspiegel und umfasst eine Fläche von 53 km². Die Nachbargemeinden sind Cerva, Cropani, Magisano, Petronà, Sellia Marina und Zagarise. Sersale liegt 40 km nordöstlich von Catanzaro.